# Stadi nordamericani per capienza
Questo è un elenco dei maggiori stadi nordamericani ordinati per capienza. L'elenco include gli stadi con almeno 30.000 posti.

## Stadi ( #- indica uno stadio non più esistente)
| Stadio                              | Capienza | Città                    | Nazione     | Squadra/e                                                                 |
| ----------------------------------- | -------- | ------------------------ | ----------- | ------------------------------------------------------------------------- |
| Michigan Stadium                    | 107.601  | Ann Arbor                | Stati Uniti | Michigan Wolverines football                                              |
| Estadio Azteca                      | 105.000  | Città del Messico        | Messico     | Club América, Nazionale di calcio del Messico                             |
| Los Angeles Memorial Coliseum       | 92.516   | Los Angeles              | Stati Uniti | LA Rams, USC Trojans, X Olimpiadi, XXIII Olimpiadi                        |
| FedExField                          | 85.000   | Landover                 | Stati Uniti | Washington Redskins                                                       |
| MetLife Stadium                     | 82.556   | East Rutherford          | Stati Uniti | New York Jets, New York Giants                                            |
| AT&T Stadium                        | 80.000   | Arlington                | Stati Uniti | Dallas Cowboys, Cotton Bowl Classic                                       |
| TIAA Bank Field                     | 76.887   | Jacksonville             | Stati Uniti | Jacksonville Jaguars, Gator Bowl, River City Showdown                     |
| Mercedes-Benz Superdome             | 76.468   | New Orleans              | Stati Uniti | New Orleans Saints, Sugar Bowl, Tulane Green Wave, New Orleans Bowl       |
| Arrowhead Stadium                   | 76.416   | Kansas City              | Stati Uniti | Kansas City Chiefs                                                        |
| Sports Authority Field at Mile High | 76.125   | Denver                   | Stati Uniti | Denver Broncos, Denver Outlaws                                            |
| Hard Rock Stadium                   | 75.192   | Miami                    | Stati Uniti | Miami Dolphins, Miami Hurricanes                                          |
| Bank of America Stadium             | 73.504   | Charlotte                | Stati Uniti | Carolina Panthers                                                         |
| FirstEnergy Stadium                 | 73.200   | Cleveland                | Stati Uniti | Cleveland Browns                                                          |
| Lambeau Field                       | 73.128   | Green Bay                | Stati Uniti | Green Bay Packers                                                         |
| New Era Field                       | 73.079   | New York                 | Stati Uniti | Buffalo Bills                                                             |
| NRG Stadium                         | 71.500   | Houston                  | Stati Uniti | Houston Texans, Houston Livestock Show and Rodeo, Texas Bowl              |
| Georgia Dome #                      | 71.228   | Atlanta                  | Stati Uniti | Atlanta Falcons, Georgia State Panthers, Chick-fil-A Bowl                 |
| M&T Bank Stadium                    | 71.008   | Baltimora                | Stati Uniti | Baltimore Ravens                                                          |
| Mercedes-Benz Stadium               | 71.000   | Atlanta                  | Stati Uniti | Atlanta Falcons, Atlanta United                                           |
| SDCCU Stadium                       | 70.561   | San Diego                | Stati Uniti | San Diego Chargers, San Diego State Aztecs, Holiday Bowl, Poinsettia Bowl |
| SoFi Stadium                        | 70.240   | Inglewood                | Stati Uniti | Los Angeles Rams, Los Angeles Chargers, ospiti LA Bowl                    |
| Candlestick Park #                  | 69.732   | San Francisco            | Stati Uniti | San Francisco 49ers                                                       |
| Lincoln Financial Field             | 69.144   | Filadelfia               | Stati Uniti | Philadelphia Eagles, Temple Owls                                          |
| Nissan Stadium                      | 69.143   | Nashville                | Stati Uniti | Tennessee Titans                                                          |
| Gillette Stadium                    | 68.756   | Foxborough               | Stati Uniti | New England Patriots, New England Revolution                              |
| Levi's Stadium                      | 68.500   | Santa Clara              | Stati Uniti | San Francisco 49ers, Pac-12 Championship Game                             |
| Stadio Olimpico di Montréal         | 68.500   | Montréal                 | Canada      | Giochi della XXI Olimpiade                                                |
| CenturyLink Field                   | 67.000   | Seattle                  | Stati Uniti | Seattle Seahawks, Washington Huskies, Seattle Sounders FC                 |
| Edward Jones Dome                   | 66.965   | Saint Louis              | Stati Uniti | St. Louis Rams                                                            |
| U.S Bank Stadium                    | 66.655   | Minneapolis              | Stati Uniti | Minnesota Vikings                                                         |
| Raymond James Stadium               | 65.857   | Tampa                    | Stati Uniti | Tampa Bay Buccaneers, USF Bulls, Outback Bowl                             |
| Paul Brown Stadium                  | 65.790   | Cincinnati               | Stati Uniti | Cincinnati Bengals                                                        |
| Ford Field                          | 65.500   | Detroit                  | Stati Uniti | Detroit Lions                                                             |
| Heinz Field                         | 65.050   | Pittsburgh               | Stati Uniti | Pittsburgh Steelers, Pittsburgh Panthers                                  |
| Hubert H. Humphrey Metrodome #      | 64.111   | Minneapolis              | Stati Uniti | Minnesota Vikings                                                         |
| State Farm Stadium                  | 63.400   | Glendale                 | Stati Uniti | Arizona Cardinals, Fiesta Bowl                                            |
| Estadio Olímpico Universitario      | 63.186   | Città del Messico        | Messico     | Pumas UNAM                                                                |
| Oakland-Alameda County Coliseum     | 63.026   | Oakland                  | Stati Uniti | Oakland Athletics, Oakland Raiders, San Jose Earthquakes                  |
| Lucas Oil Stadium                   | 63.000   | Indianapolis             | Stati Uniti | Indianapolis Colts                                                        |
| Soldier Field                       | 61.500   | Chicago                  | Stati Uniti | Chicago Bears                                                             |
| Commonwealth Stadium                | 60.081   | Edmonton                 | Canada      | Edmonton Eskimos, Edmonton Huskies                                        |
| BC Place                            | 59.841   | Vancouver                | Canada      | British Columbia Lions, Vancouver Whitecaps FC                            |
| Estadio Jalisco                     | 56.713   | Guadalajara              | Messico     | Club Universidad de Guadalajara, Atlas                                    |
| Dodger Stadium                      | 56.000   | Los Angeles              | Stati Uniti | Los Angeles Dodgers                                                       |
| Yankee Stadium                      | 52.325   | New York                 | Stati Uniti | New York Yankees                                                          |
| Coors Field                         | 50.490   | Denver                   | Stati Uniti | Colorado Rockies                                                          |
| Turner Field                        | 50.096   | Atlanta                  | Stati Uniti | Atlanta Braves                                                            |
| Rogers Centre                       | 50.000   | Toronto                  | Canada      | Toronto Blue Jays, Toronto Argonauts, Buffalo Bills                       |
| Stadio Omnilife                     | 49.850   | Zapopan                  | Messico     | Chivas                                                                    |
| Rangers Ballpark in Arlington       | 49.115   | Arlington                | Stati Uniti | Texas Rangers                                                             |
| Chase Field                         | 48.633   | Phoenix                  | Stati Uniti | Arizona Diamondbacks                                                      |
| Safeco Field                        | 47.476   | Seattle                  | Stati Uniti | Seattle Mariners                                                          |
| Busch Stadium                       | 46.861   | Saint Louis              | Stati Uniti | St. Louis Cardinals                                                       |
| Estadio Cuauhtémoc                  | 46.648   | Puebla                   | Messico     | Puebla Fútbol Club                                                        |
| Oriole Park at Camden Yards         | 45.480   | Baltimora                | Stati Uniti | Baltimore Orioles                                                         |
| Angel Stadium of Anaheim            | 45.389   | Anaheim                  | Stati Uniti | Los Angeles Angels                                                        |
| Citi Field                          | 45.000   | New York                 | Stati Uniti | New York Mets                                                             |
| Citizens Bank Park                  | 43.651   | Filadelfia               | Stati Uniti | Philadelphia Phillies                                                     |
| Petco Park                          | 42.445   | San Diego                | Stati Uniti | San Diego Padres                                                          |
| Progressive Field                   | 43.441   | Cleveland                | Stati Uniti | Cleveland Indians                                                         |
| Great American Ball Park            | 42.319   | Cincinnati               | Stati Uniti | Cincinnati Reds                                                           |
| Estadio Universitario               | 42.000   | San Nicolás de los Garza | Messico     | Tigres UANL                                                               |
| Miller Park                         | 41.900   | Milwaukee                | Stati Uniti | Milwaukee Brewers                                                         |
| Minute Maid Park                    | 41.800   | Houston                  | Stati Uniti | Houston Astros                                                            |
| Nationals Park                      | 41.546   | Washington               | Stati Uniti | Washington Nationals                                                      |
| Estadio Morelos                     | 41.500   | Morelia                  | Messico     | Club Atlético Morelia                                                     |
| U.S. Cellular Field                 | 41.432   | Chicago                  | Stati Uniti | Chicago White Sox                                                         |
| Comerica Park                       | 41.255   | Detroit                  | Stati Uniti | Detroit Tigers                                                            |
| AT&T Park                           | 41.195   | San Francisco            | Stati Uniti | San Francisco Giants                                                      |
| Wrigley Field                       | 41.118   | Chicago                  | Stati Uniti | Chicago Cubs                                                              |
| Target Field                        | 39.504   | Minneapolis              | Stati Uniti | Minnesota Twins                                                           |
| Fenway Park                         | 38.805   | Boston                   | Stati Uniti | Boston Red Sox                                                            |
| PNC Park                            | 38.362   | Pittsburgh               | Stati Uniti | Pittsburgh Pirates                                                        |
| Kauffman Stadium                    | 37.903   | Kansas City              | Stati Uniti | Kansas City Royals                                                        |
| Marlins Park                        | 37.000   | Miami                    | Stati Uniti | Miami Marlins                                                             |
| McMahon Stadium                     | 35.650   | Calgary                  | Canada      | Calgary Dinos, Calgary Stampeders                                         |
| Estadio Azul                        | 36.000   | Città del Messico        | Messico     | Cruz Azul                                                                 |
| Estadio Alfonso Lastras             | 35.000   | San Luis Potosí          | Messico     | San Luis Fútbol Club                                                      |
| Estadio Corregidora                 | 34.130   | Querétaro                | Messico     | Querétaro Fútbol Club                                                     |
| Tropicana Field                     | 34.078   | Saint Petersburg         | Stati Uniti | Tampa Bay Rays, Beef 'O' Brady's Bowl                                     |
| Estadio Nou Camp                    | 33.943   | León                     | Messico     | Club di León                                                              |
| Estadio Caliente                    | 33.333   | Tijuana                  | Messico     | Club Tijuana                                                              |
| Estadio Tecnológico                 | 32.864   | Monterrey                | Messico     | Club de Fútbol Monterrey                                                  |
| Estadio Tres de Marzo               | 30.015   | Guadalajara              | Messico     | Estudiantes Tecos                                                         |
| BBVA Compass Stadium                | 30.000   | Houston                  | Stati Uniti | Houston Dynamo                                                            |
| Estadio Corona                      | 30.000   | Torreón                  | Messico     | Santos Laguna                                                             |